# Автобан A114 (Німеччина)
Автобан A114 (A 114, нім. Bundesautobahn 114) — автомагістраль на півночі німецької столиці Берліна. Вона з’єднує трасу A10 (Берлінське кільце), що починається від автобану Панков, протяжністю сім кілометрів до головного центру Берліна. Автомагістраль була відкрита для руху між 1973 і 1982 роками.